# Криомассаж
Криомассаж — метод криотерапии, заключающийся в сочетании холодового воздействия на ткани организма в комплексе с массажными приемами.
Выделяют:
- криотерапевтическое воздействие с использованием умеренно низких температур (до −20°С): ледяные аппликации, массаж кубиками льда, ледяные обертывания, холодные ванны, аппликации криопакетов, холодные грязевые аппликации, криоаппликации с помощью термоэлектрических устройств, хлорэтиловые и спиртовые блокады.
- с использованием экстремально низких температур (от −20°С до −120°С): общая криотерапия в криокамере, воздействие парожидкостной смесью азота, СО2-аэрозолем, в том числе воздействия на биологически активные точки китайских меридианов (криопунктуру) температурой.[1]

## История развития
Применение холода в массаже связано с именем японского ученого Тосимо Ямаути. Его считают родоначальником криомассажа. Свои первые исследования он посвятил методам лечения холодом ревматических поражений опорно-двигательного аппарата.
В современных процедурах криомассажа используют кубики льда, местные холодовые ванны и повязки, ледяные обертывания и аппликации, спиртовые и хлорэтановые блокады, криопакеты. Эти способы нашли широкое распространение в сфере Spa-индустрии, в методах борьбы с целлюлитом. Особое направление в косметологии получил метод криомассажа закисью азота.

## Механизм действия
При криомассаже воздействие холода не столь длительно, как в обычной процедуре массажа: в зависимости от температуры в среднем от 0,5 до 10 мин (до 30-60 минут).
Локальное воздействие холода приводит к снижению интенсивности метаболизма тканей, потребления ими кислорода и питательных веществ. Замедляется транспорт веществ через мембрану клетки. Однако данные изменения в поверхностных тканях при кратковременном холодовом воздействии носят обратимый характер. В глубоко расположенных тканях развиваются процессы, не связанные напрямую с влиянием холода: они имеют вторичное рефлекторное и нейрогуморальное происхождение.
Наиболее известный эффект от дозированного многократного воздействия холодовым фактором — общетренирующий (закаливающий). Он основан на возникающей перестройке деятельности сердечно-сосудистой, нервной и нейроэндокринной систем. Воздействие холодом приводит к выраженным фазовым изменениям деятельности периферических сосудов: сначала развивается спазм мелких артерий и артериол, прекапиллярных сфинктеров, замедляется скорость кровотока и повышается вязкость крови. Данный эффект является первой защитной фазой сосудистой реакции на охлаждение, которая направлена на предотвращение переохлаждения внутренних тканей организма. Далее — вторая защитная фаза сосудистой реакции — выраженное расширение периферических артериальных сосудов. Объективно это проявляется активной артериальной гиперемией, может продолжаться до 1—3 ч (в зависимости от длительности и интенсивности температурного воздействия). Эта фаза является компенсаторной, способствующей усиленному теплообразованию, которое препятствует ишемии и нарушению питания тканей. Происходит стимуляция работы аппарата кровообращения, улучшается питание и оксигенация всех тканей. Развивается умеренное улучшение венозного и лимфатического оттока.
В условиях патологии воздействие холода оказывает обезболивающее, противовоспалительное, противоотечное, сосудорасширяющее, миорелаксирующее, трофико-регенераторное, десенибилизирующее, иммуномодулирующее действие, повышает тонус венозных и лимфатических сосудов (лимфодренаж). Подобное воздействие уменьшает явления застоя в тканях, налаживается их дренажная функция, лучше выводятся продукты распада. Наряду с этим улучшается трофика тканей. Кожа приобретает хороший вид: повышается её эластичность, тургор.

## Виды криомассажа
По зонам лечебного воздействия:
- массаж лица и шеи, зоны декольте
- тела (в нем отдельно — контрастный)

По составу льда и настоев, используемых при массаже:
- из обычной воды
- из минеральной воды
- с применением замоченных фруктов и ягод
- из свежего сока цитрусовых
- из отваров трав
- с применением аромамасел (Ароматерапия)

## Показания и противопоказания
Показания к проведению массажа кусочками льда
- реабилитация после пластических операций;
- увядающая, атоничная кожа;
- жирная кожа;
- жирная и сухая себорея;
- обыкновенные и розовые угри;
- отеки;
- облысение;
- мелкие морщины;

Противопоказания:
- общие для массажа
- холодный период времени (перед выходом на улицу)
- гиперчувствительность к холоду

## Методика воздействия
Техника криомассажа несколько отличается от классической общепринятой в массаже. Состоит в непродолжительном воздействии на кожу и подлежащие слои кусочками льда или холодными компрессами (криотерапия), жидким азотом на ватном тампоне и др.
- Массаж льдом: ранее наиболее часто рекомендовали растирание льдом пораженной области. В настоящее время чаще применяют менее агрессивный метод — поглаживание. Лед заворачивают в салфетку, оставляя при этом одну сторону открытой. Делают массаж точек акупунктуры.[1]
- Аппликации дробленого льда: Приготовленный лед (до 1.6 кг), помещенный в полиэтиленовые пакеты, укладывают на пораженную область. Наибольшее распространение криомассаж получил при лечении травм. Воздействи льдом при этом должно быть произведено не позднее 2-4 часов после получения травмы.[5]
- Криомассаж жидким азотом: при помощи деревянной палочки с ватным тампоном наносится на поверхность кожи тонкими слоями. Процедура требует от проводящего её определенной тренировки и четкости движений.[1]